# Pierścień (literatura)
Pierścień – powtórzenie na końcu strofy, akapitu lub całego utworu pierwszego wersu w kształcie identycznym lub tylko nieznacznie zmienionym.
Allons, mon pauvre cœur, allons, mon vieux complice,
Redresse et peins à neuf tous tes arcs triomphaux ;
Brûle un encens ranci sur tes autels d’or faux ;
Sème de fleurs les bords béants du précipice ;
Allons, mon pauvre cœur, allons, mon vieux complice !
(Paul Verlaine, Nevermore)